# Гриневич Сергій Іванович
Сергій Іванович Гриневич (4 липня 1864 — 11 березня 1937) — державний діяч та політик, депутат Державної думи Російської імперії IV скликання від Полтавської губернії.

## Життєпис
Народився 4 липня 1864 року. Походив із дворянського роду Полтавської губернії. Батько, Іван Гриневич, був земським справником.
Закінчив Полтавське реальне училище та Ризьке політехнічне училище, здобувши звання «вченого агронома».
Після завершення навчання розпочав громадську діяльність. У 1889—1895 роках був почесним наглядачем Костянтиноградського повітового училища, у 1890—1916 роках — почесним мировим суддею. 1894 року став гласним Костянтиноградської повітової земської управи, яку в 1895—1898 роках очолював. За рішенням Полтавського губернського земського зібрання в 1904—1905 роках, під час російсько-японської війни, був уповноваженим загальноземської організації на Далекому Сході, де пробув 10 місяців. 1906 року увійшов до Полтавської губернської земської управи, де працював до 1910 року. У 1908—1917 роках був полтавським повітовим предводителем дворянства. Володів землею загальною площею близько 1900 десятин.
19 жовтня 1912 року обраний депутатом Державної думи Російської імперії IV скликання від Полтавської губернії. У 1-3 сесіях входив до фракції націоналістів, у 4-5 сесіях — групи націоналістів-прогресистів. Також входив до Прогресивного блоку. Працював у комісіях із військових та морських справ, із запитів, з народного здоров'я, щодо проєкту державного розпису доходів та витрат, бюджетній комісії.
Під час Першої світової війни працював уповноваженим голови Особливої наради для обговорення та об'єднання заходів щодо продовольчої справи в Полтавській губернії; з 1915 року був відповідальним за постачання хлібу російській армії. Того ж року отримав чин статського радника.
Під час Лютневої революції 1917 року взяв тижневу відпустку та виїхав на Полтавщину. Наприкінці березня відмовився від своїх обов'язків щодо хлібозаготівлі для армії.
Після жовтневого перевороту емігрував за кордон. Помер у Софії, Болгарія, 11 березня 1937 року.
Мав дружину та двох дітей.

## Нагороди
- Медаль «У пам'ять царювання імператора Олександра III»
- Орден Святого Станіслава II ступеня (1909)
- Медаль «У пам'ять 200-річчя Полтавської битви» (1909)
- Орден Святого Володимира IV ступеня (1914)